# Kościół „Na Niwach” w Czeskim Cieszynie
Kościół ewangelicki Apostołów Piotra i Pawła „Na Niwach” w Czeskim Cieszynie – luterański kościół, użytkowany przez zbór Śląskiego Kościoła Ewangelickiego Augsburskiego Wyznania w Czeskim Cieszynie.
Po zerwaniu ze zborem prowadzonym przez pastora Pawła Zahradnika w 1926 nowy zbór polski w 1931 przystąpił do budowy własnego kościoła „Na Niwach”. Świątynię zbudowaną w stylu neogotycko-modernistycznym według projektu architekta Edwarda Davida ukończono jesienią 1932. Dzięki staraniom Józefa Bergera po II wojnie światowej kościół pozostał ewangelicko-augsburskim. W latach 1995–2011 był współużytkowany przez zbór Luterańskiego Ewangelickiego Kościoła Augsburskiego Wyznania w Republice Czeskiej.

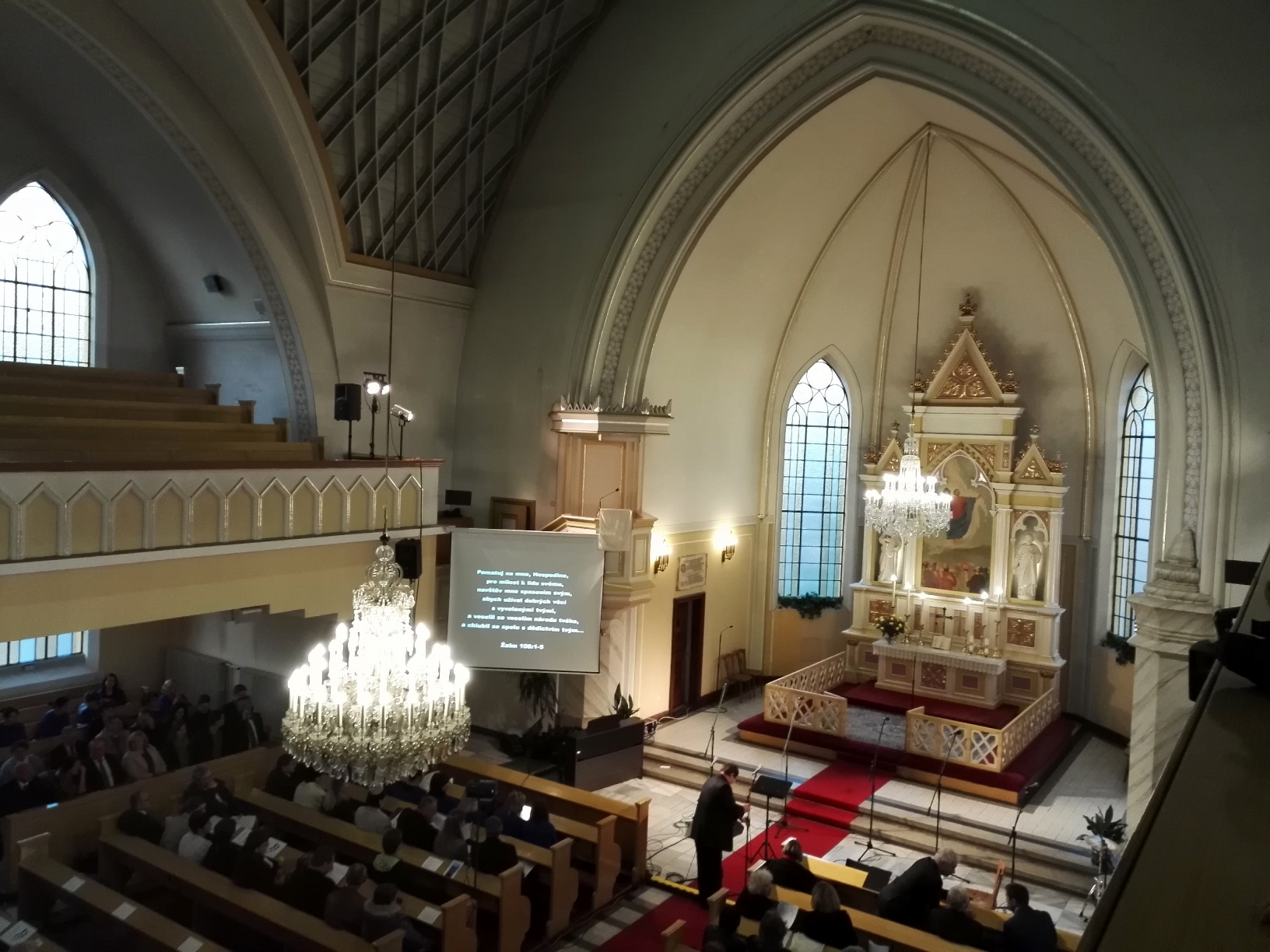
Wnętrze kościoła

Kościół zbudowany jest na planie greckiego krzyża o cechach neogotyckich. 50-metrowa wieża z głównym wejściem obramowanym portalem ostrołukowym, na wysokości nawy ujęta jest uskokową attyką a ukończona jest dachem ostrosłupowym z przenikającymi naczółkami. Wystrojem fasady o szerokości ponad 24 metrów są potrójne wysokie okna, ostrołukowe portale, trójdzielne arkadowe przeźrocza, powtarzający się motyw pilastego fryzu pod gzymsami. We wnętrzu, w prezbiterium znajdują się ołtarz autorstwa Henryka Nitry z Dolnych Błędowic oraz tablica pamiątkowa poświęcona ks. superintendentowi Józefowi Bergerowi, pierwszemu i długoletniemu pastorowi. Przed tęczą po lewej stronie na wysokości pierwszej pawłaczy znajduje się ambona.